# Élection gouvernorale de décembre 2018 dans le kraï du Primorié
L'élection gouvernorale répétée de décembre 2018 dans le kraï du Primorié se tient le 16 décembre 2018 afin d'élire le gouverneur du kraï du Primorié, sujet d'Extrême-Orient russe, qui voit le gouverneur par intérim, nommé par Vladimir Poutine, Oleg Kojemiako, l'emporter dès le premier tour. 
L'élection fait suite à celles de septembre qui ont été annulées par la Commission électorale centrale de la fédération de Russie, en raison de falsification massives. L'élection de décembre a été critiquée par les observateurs pour le manque d'observateurs indépendants et l'absence du favori de l'élection précédente. Cette élection de décembre est devenue la première de l'histoire de la Russie où une fraude électorale massive a été faite par les bureaux de vote équipés de systèmes automatiques de comptage des votes. Selon les observateurs indépendants, Oleg Kojemiako n'a pas obtenu les 50% nécessaires pour gagner au premier tour, mais la Commission électorale a refusé d'admettre des fraudes. Par ailleurs, elle n'a pas lancé une enquête sur les fraudes de septembre.

## Contexte
Le 4 octobre 2017, le gouverneur Vladimir Miklouchevski a démissionné et le président russe Vladimir Poutine a nommé Andreï Tarassenko (en) gouverneur par intérim en attendant des élections en septembre 20118,. 
Des élections anticipées au poste de gouverneur ont eu lieu lors des infranationales, le 9 septembre 2018. Au premier tour de l'élection gouvernorale, aucun des candidats n'a réussi à obtenir la majorité absolue. Le second tour, prévu pour le 16 septembre, opposait le gouverneur par intérim Andreï Tarassenko , nommé par Russie unie, et Andreï Ichtchenko (ru), nommé par le Parti communiste. 
Le deuxième tour des élections a suscité une large réaction dans l'opinion publique en raison de la situation conflictuelle survenue lors du décompte des voix exprimées pour les candidats au deuxième tour. Dans le processus de réception constante des résultats des bureaux de vote, avec une marge d'environ 5%, Ichcthenko était en tête (jusqu'à 95% des votes comptés), mais après avoir traité plus de 99% des votes, il y avait plus de votes en faveur de Tarassenko. Après cela, les sièges des deux candidats se sont accusés mutuellement de violations et des protestations massives ont commencé,. 
Le 19 septembre, la Commission électorale centrale a recommandé l'invalidation des résultats des élections. Selon la loi, de nouvelles élections doivent avoir lieu au plus tard le 16 décembre. 
Le président Vladimir Poutine a nommé Oleg Kojemiako comme gouverneur par intérim. Oleg Kojemiako est une personnalité politique russe régionale connue, ayant été gouverneur de l'oblast de Sakhaline (2015 à 2018), de l'oblast de l'Amour (de 2008 à 2015) et de la Koriakie (de 2005 à 2007). Il est la personnalité politique russe à avoir été le plus de fois gouverneur de sujets différents, quatre fois en comptant le kraï du Primorié. 
Le 16 octobre, lors d'une réunion extraordinaire de l'Assemblée législative régionale, les députés ont fixé la date des nouvelles élections au 16 décembre 2018.
Le 3 novembre, le Parti communiste a déclaré qu'il ne désignerait pas de candidat étant donné qu'Andreï Ichtchenko avait « effectivement gagné » les élections de septembre, à la suite desquelles les résultats officiels avaient été « falsifiés » en faveur d'Andreï Tarassenko, et également en raison de problèmes liés à l'adoption des « filtres municipaux » (un recueil de signatures des députés municipaux requis pour participer aux élections),.  Le 24 novembre, Ichtchenko s'est vu refuser l'enregistrement comme candidat.

## Candidats

### Conditions
Dans le kraï du Primorié, les candidats au poste de gouverneur peuvent être nommés seulement par des partis politiques enregistrés, l'auto-nomination a été autorisée en septembre 2018 pour permettre au gouverneur par intérim Kojemiako de se présenter en tant qu'indépendant, cependant l'autorisation elle a été abolie en mars 2018. Les candidats ne sont pas obligés d'être membres du parti qui les présente.
Le candidat au poste de gouverneur du kraï du Primorié doit être citoyen russe et âgé d'au moins 30 ans. Les candidats au poste de gouverneur ne doivent pas avoir de citoyenneté étrangère ni de permis de séjour. Chaque candidat, pour être inscrit, doit recueillir au moins 7% des signatures des membres et chefs de municipalité. Les candidats principaux présentent également 3 candidatures au Conseil de la Fédération et le vainqueur de l'élection nomme plus tard l'un des candidats présentés.

### Candidats inscrits
| Nom du candidat | Nom du candidat | Nom du candidat      | Parti                     | Expérience                                   |
| --------------- | --------------- | -------------------- | ------------------------- | -------------------------------------------- |
|                 |                 | Andreï Andreïtchenko | LDPR                      | Député de la Douma d'État                    |
|                 |                 | Oleg Kojemiako       | Indépendant               | Gouverneur par intérim sortant               |
|                 |                 | Alekseï Timtchenko   | Parti de la croissance    | Entrepreneur                                 |
|                 |                 | Rosa Tcheremis       | Pour les femmes de Russie | Député de la douma municipale de Vladivostok |

### Candidat retiré
| Nom du candidat | Nom du candidat | Nom du candidat | Parti               | Expérience             | Date de retrait  |
| --------------- | --------------- | --------------- | ------------------- | ---------------------- | ---------------- |
|                 |                 | Igor Stepanenko | Patriotes de Russie | Ancien vice-gouverneur | 10 décembre 2018 |

### Candidats rejetés
Candidats au poste de gouverneur, mais rejetés par le Commission électorale. 
| Nom du candidat      | Parti                               | Expérience                                                 |
| -------------------- | ----------------------------------- | ---------------------------------------------------------- |
| Viktor Vassiliev     | Indépendant                         | Professeur                                                 |
| Andreï Ichtchenko    | Indépendant                         | Député de l'Assemblée législative du kraï du Primorié      |
| Aleksandre Kovalenko | Indépendant                         | Entrepreneur                                               |
| Oleg Mitvol          | Les Verts                           | journaliste, écologiste, homme d'affaires et fonctionnaire |
| Pavel Mikhaltchenkov | Indépendant                         | Chef du parti politique « Contre Tous »                    |
| Viktor Staritsyne    | Parti communiste de justice sociale |                                                            |

## Résultats
|                                                                    | Oleg Kojemiako                                                     | Indépendant                                                        | 420 730                                                            | 61,88  |  |  |
|                                                                    | Andreï Andreïetchenko                                              | LDPR                                                               | 171 061                                                            | 25,16  |  |  |
|                                                                    | Alekseï Timtchenko                                                 | Parti de la croissance                                             | 35 126                                                             | 5,17   |  |  |
|                                                                    | Rosa Tcheremis                                                     | Pour les femmes de Russie                                          | 25 854                                                             | 3,80   |  |  |
|                                                                    |                                                                    |                                                                    |                                                                    |        |  |  |
| Votes valides                                                      | Votes valides                                                      | Votes valides                                                      | 652 771                                                            | 96,01  |  |  |
| Votes blancs et nuls                                               | Votes blancs et nuls                                               | Votes blancs et nuls                                               | 27 095                                                             | 3,99   |  |  |
| Total                                                              | Total                                                              | Total                                                              | 654 810                                                            | 100    |  |  |
| Participation                                                      | Participation                                                      | Participation                                                      | 680 098                                                            | 46,35  |  |  |
| Inscrits                                                           | Inscrits                                                           | Inscrits                                                           | 1 467 211                                                          |        |  |  |
| Source : Commission électorale centrale de la fédération de Russie | Source : Commission électorale centrale de la fédération de Russie | Source : Commission électorale centrale de la fédération de Russie | Source : Commission électorale centrale de la fédération de Russie | [ 16 ] |  |  |